# Карлинг
Кaрлинг или кeрлинг је зимски олимпијски спорт тек од Нагана 1998, иако се слична игра јавља на сликама из 1565. године, фламанског сликара Питера Бројгела Старијег. У програму Зимских олимпијских игара кaрлинг се појавио још на првим ЗОИ 1924. године у Шамонију у Француској, након чега је направљена пауза све до 1992. године када је, поново у Француској био демонстрациони спорт на ЗОИ у Абервилу, да би 1998. у Нагану у Јапану, кaрлинг постао пуноправан зимски олимпијски спорт.
Бројне су теорије о настанку кaрлинга у којем две четворочлане екипе настоје да уз помоћ четки и метли сместе по осам камених кугли (изворно: stones) што ближе средишту куће house) означене круговима на леденој површини. Водећи (lead) први баца своја два камена према средишту куће, други и трећи играч зову се једноставно second и third, док последњи баца skiper који је уједно и капитен екипе.
Кaрлинг је шкотски национални спорт који се проширио на Канаду, САД, Шведску, Швајцарску, Норвешку, Данску, Немачку и Француску, стоји у напису клизеће камење седам деценија чекало је олимпијско признање.
Назив игре настао је према звуку баченог камења – the roaring game. Бројгелова платна – „Зимски крајолик са ловцима на птице“ и „Ловци у снегу“, приказују ice shooting, баварску игру на леду која се сматра претечом кaрлинга.
Аутор првих писаних трагова о кaрлингу је Шкот Џон Макуксин који је у фебруару 1540. забележио један ондашњи двобој на леду. Прва правила кaрлинга објавио је клуб Дудингсон 1813. Светска првенства у мушкој конкуренцији играју се од 1959. а у женској од 1979.
»Камен« којим се игра кaрлинг направљен је од гранита и тежи отприлике 20 килограма.

## Историја
Докази да је карлинг постојао у Шкотској почетком 16. века укључују карлиншки камен с урезаном годином „1511.” откривен (с још једним, с урезаном „1551.” годином) кад је у Данблану исушена стара бара. Најстарији карлиншки камен и најстарија фудбалска лопта на свету данас се чувају у истом музеју у Стирлингу. Први писани извор о такмичењу на леду у којем се користе камени потиче из записа опатије Пејсли u Ренфруширу из фебруара 1541. Две слике, Зимски пејзаж са замком за птице  и  Ловци у снегу  (обе из 1565), аутора Питера Бројгела Старијег приказују фламанске сељаке како играју карлинг, додуше, без четки; Шкотска и Ниске земље имале су јаке трговинске и културне везе током овог периода, што је видљиво и у историји голфа.

## Речник карлинга
Кaрлинг има посебан језик. Неке изразе смо дословно превели, а некима смо покушали да пронађемо изразе односно називе у српском језику који би их додатно појаснили и били у духу игре.
Curling – Коврџање, вијугање; Кaрлинг или Близање (боћање+клизање=близање, назив за кaрлинг који је осмислио Миливој Костић, академски сликар и песник из Ваљева и оснивач кaрлинг клуба “Виглед”). Два су корена називу ”curling”. Први и који се узима за вероватнији је ономатопеја гласног звука који се ствара када камен клизи по леду:”Крррррр!”. Други је замишљена линија коју камен исцртава по леду док клизи с једног краја терена на други која је облика коврџи или локни обзиром да се камен врти око своје осе док клизи тереном.

### КАМЕН
Stone ili Rock - КАМЕН којим се игра тежине заједно са ручком и шрафом између 38 и 44 фунте (17,24 кг до 19,96 кг), обима не већег од 36 инча (91,44 цм) и висине не мање од 4,5 инча (11,43 цм) .
Debris – ОТПАД чине честице прашине, длаке, кончићи са одеће и све оно што прља лед и ремети кретање камена по леду.
Granite - ГРАНИТ; материјал од којег се прави камење.
Handle - РУЧКА која се налази на врху камена.

### ТЕРЕН
Rink – Клизалиште.
Curling rink - Ледено игралиште за кaрлинг.
House – КУЋИЦА односно МЕТА од нацртаних кругова на леду, кругови могу да буду најразличитијих боја, а најчешће су плави, бели и црвени. 
12-Foot – НАЈВЕЋИ КРУГ на леду који има пречник од 12 стопа (3,658 м).
8-Foot - СРЕДЊИ КРУГ нацртан на леду који има пречник 8 стопа (2,438 м) често је беле боје.
4-Foot – МАЛИ КРУГ нацртан на леду пречника 2 стопе (1,22 м).
Button – ДУГМЕ односно сам центар кругова пречника 6 инча (0,152 м), означен белом бојом. Неки пут се у ”дугмету” налази и реклама неког спонзора.
Hack – ОДБОЈНИК (Хек) гумено упориште на крајевима игралишта са кога се играчи одгурују.
Fast ice – БРЗИ ЛЕД је лед по коме кегле иду брзо и мало скрећу.
Swingy ice - лед по коме кегле пуно скрећу.

### ЛИНИЈЕ
Hog line – ЛИНИЈА ПРЕСТУПА удаљена 33 стопе (10.059 м) од одбојника (Хек). Хог је у буквалном преводу “Вепар”.
Center line – СРЕДИШЊА ЛИНИЈА која иде средином игралишта, од одбојника до одбојника .
Tee line – ЛИНИЈА НИШАНА која пролази водоравно кроз центар кругова односно кућице под правим углом на Средишњу линију са којом формира слово ”Т” као нишан на пушци.
Back line – ЗАДЊА ЛИНИЈА, налази се иза кругова и додирује спољашњи обод највећег круга. Ако је камен потпуно пређе, бива избачен из игре.

### БАЦАЊА
Delivery – БАЦАЊЕ или у буквалном преводу “испорука” камена .
Shot – УДАРАЦ је одигран потез – бацање камена.
Weight – ЈАЧИНА (буквално: тежина) којом се баци (гурне) камен.
Draw – УБАЦИВАЊЕ је лагано бацање којим ће камен завршити негде у кућици, ако је неометан.
Take-out - ИЗБАЦИВАЊЕ је снажно бацање којим се избацује противнички камен из игре.
Double takeout – ДУПЛО ИЗБАЦИВАЊЕ је избацивање 2 противничка камена са само једним својим .
Guard – ЧУВАР је камен који се поставља тако да би “чувао” односно “бранио” други камен или камење од напада противничког камења.
Hammer – ЧЕКИЋ или ПОСЛЕДЊИ КАМЕН је последње бацање у рунди које је веома важно јер често може да преокрене исход рунде па и целог меча.
Peel – ЉУШТЕЊЕ је најјачи ударац у кaрлингу којим се избацује противнички камен тако да и ваш камен изађе из игре, као да је “ољуштена” кора са воћке.
Freeze – НАСЛОНИТИ или СМРЗНУТИ камен уз камен тако да га не померите а да се додирују .
Tap-back – ЧУКНУТИ и УГУРАТИ је бацање којим каменом ударите свој камен који се налази испред кућице тако да га угурате у кућицу.
Tick – ТАКНУТИ је бацање чији је резултат благо ударање противничког камена са стране (не јако.
Check behind the guard – САКРИТИ иза чувара у истој линији са чуваром који је испред кругова  .
Hack weight – ДО ОДБОЈНИКА (ХЕКА) је  јачина бацања којом би камен, да је неометан, стао код одбојника. То је начин комуникације између играча којим објашњавају коју брзину камена желе да постигну.
Barrier weight – ДО КРАЈА је јачина бацања којом би камен, да је неометан, стао на ивицу терена.
Back ring weight – ДО ЗАДЊЕ линије је јачина бацања којом би камен, да је неометан, стао у спољашњи круг до задње линије.
Full strike – ПУН УДАРАЦ односно веома јако бацање.
Center guard – СРЕДИШЊИ ЧУВАР је камен који се налази испред кругова, на средишњој линији.
Corner guard – ЧУВАР УГЛА је камен који се налази испред кругова, али у ћошку игралишта.
Short guard – БЛИЖИ ЧУВАР је камен који се налази испред кругова, али врло близу њих.
Long guard – ДАЉИ ЧУВАР је камен који се налази испред кругова, али далеко од њих ближи линији преступа  .
Left wing – ЛЕВО КРИЛО је део кругова испред линије нишана лево од средишње линије .
Right wing – ДЕСНО КРИЛО је део кругова испред линије нишана десно од средишње линије .
Free Guard Zone – СЛОБОДНА ЗОНА ЧУВАРА је простор између линија преступа и кућице.
Port – ВРАТА или ПРОЛАЗ је мали простор између 2 камена кроз који је могуће пробацити трећи.
In-turn – УНУТРАШЊА РОТАЦИЈА је бацање којим се камену задаје ротација у смеру казаљке на сату.
Out-turn – СПОЉАШЊА РОТАЦИЈА је бацање којим се камену задаје ротацију смеру супротном казаљци на сату.

### ЧИШЋЕЊЕ
Broom – ЧЕТКА или МЕТЛА којом се "чисти" лед у игри.
Sweeping - ЧИШЋЕЊЕ леда испред камена. На тај начин се камен убрзава (не може да се успори) и исправља му се путања која је увек закривљена.
Clean - ЛАГАНО чистити лед.
Sweep - БРЖЕ чистити лед.
Hard – ЈАКО чистити лед покрећући четку што је брже могуће са пуним оптерећењем на четку.

### ИГРА
Round Robin – СВАК-СА-СВАКИМ је кaрлинг такмичење током којег све екипе играју једна против друге као у фудбалу „Лига систем“ .
Umpire – СУДИЈА у мечу .
Chief Umpire – ГЛАВНИ СУДИЈА меча и/или турнира.
Toss – БАЦАЊЕ НОВЧИЋА којим се одређује која ће екипа имати последњи камен односно чекић у првој рунди .
Percentage - ПРОЦЕНАТ успешности бацања играча.
Measure – МЕРАЧ је направа којом се утврђује који је камен ближе центру, ако није очигледно.
Blanked end - ЋОРАК је рунда која се завршила резултатом 0:0.
End - РУНДА у игри као гем у тенису. Сваки турнир самостално прописује број ендова у једном мечу, најчешће се игра 10 или 8 ендова по мечу.
Extra end - ДОДАТНА РУНДА која се игра  у случају да се меч заврши нерешеним резултатом.
Steal – КРАЂА је освојен поен (или више њих) од стране екипе која нема последњи камен (бацање) у датој рунди   .

### ЕКИПА (броји 4 играча и пету резерву)
- КАПИТЕН екипе, најчешће Четврти и цео тим се назива по њему (нпр: Тим Пере Перића) .
Vice-skip – ЗАМЕНИК капитена, најчешће Трећи; замењује капитена и стоји у круговима када капитен игра.
Fourth - ЧЕТВРТИ је играч који игра четврти по реду и најчешће је Капитен екипе.
Third – ТРЕЋИ је играч који игра трећи по реду и најчешће је Заменик капитена.
Second – ДРУГИ је играч који баца други по реду у својој екипи.
Lead – ПРВИ је играч који баца прва 2 камена за свој тим у свакој рунди.
Alternate - РЕЗЕРВА у екипи, односно пети играч.